# رون براق
رون براق هو مجدف كندي، ولد في 30 يونيو 1953 في كيركلاند ليك في كندا.

## وصلات خارجية
- رون براق على موقع الاتحاد الدولي للتجديف (الإنجليزية)
- رون براق على موقع أوليمبيديا (الإنجليزية)